# General Lagos (Santa Fé)
General Lagos (Santa Fé) é uma comuna da província de Santa Fé, na Argentina.